# Şakir Bilgin
Şakir Bilgin (Bolu, 1951) es un escritor germanoturco.
Fue profesor de gimnasia en un colegio turco hasta 1973 tras licenciarse en Estambul, y más tarde trabajó como profesor de eucación física y turco en Colonia.
Fue arrestado en 1982 durante unas vacaciones a Turquía por su relación con Devrimci Sol.

## Obra
- Güneş Her Gün Doğar, 1988
- Devrimden Konuşuyorduk, 1990, Istanbul
- Lasst die Berge unsere Geschichte erzählen. Dipa Verlag, Frankfurt 1991
- Bırak Öykümüzü Dağlar Anlatsın,1992
- Sürgündeki Yabancı, 1998, Istanbul
- Bir Daha Susma Yüreğim, 2001, Köln
- Güzellikler Yeter Bana, 2003, Köln
- Ich heiße Meryem, nicht Miriam. Internationales Kulturwerk-Hildesheim, 2005